# Gollarapalya, Magadi
Gollarapalya là một làng thuộc tehsil Magadi, huyện Ramanagara, bang Karnataka, Ấn Độ.